# LaNoue Davenport
LaNoue Davenport (* 26. Januar 1922 in Dallas; † 4. November 1999 in Suffern) war ein US-amerikanischer Musiker (Blockflöte, auch Trompete, Komposition), der sich als Förderer Alter Musik hervortat.

## Leben und Wirken
Davenport begann seine Musikerkarriere zunächst als Jazztrompeter in verschiedenen Ensembles. Mit einem doppelten Stipendium, sowohl für Basketball als auch für Musik studierte er an der Texas Christian University, bevor er den Militärdienst in der US-Marine während des Zweiten Weltkriegs ableistete. In dieser Zeit spielte er im Orchester von Claude Thornhill, mit dem er in der Truppenbetreuung auf US-Kriegsschiffen auftrat. Nach Kriegsende zog er nach New York City, wo er in Broadway-Orchestern arbeitete. Während des Studiums am New York College of Music ab 1948 begann er sich unter Erich Katz verstärkt mit Alter Musik zu beschäftigen; 1953 war er Mitbegründer des Ensembles New York Pro Musica, das er ab 1966 leitete. 1970 gründete er mit Sheila Schonbrun (Gesang) und Judith Davidoff (Gambe) dann sein eigenes Ensemble, Music for a While, 1957 schließlich das Manhattan Recorder Consort. 1960 wurde er erster Vorsitzender der American Recorder Society. Neben zahlreichen Aufnahmen im Bereich der Alten Musik wirkte er Anfang der 1960er-Jahre an der Produktion Medieval Jazz Quartet Plus Three mit, an der auch die Jazzmusiker Bob Dorough, George Duvivier und Paul Motian beteiligt waren. Mit The Manhattan Consort, das Davenport mit Shelley Gruskin, Bernard Arnold und Martha Bixler schrieb, spannte er stilistisch ein breiten Bogen in populäre Musikgenres. Von 1971 bis zu seinem Tod 1999 unterrichtete Davenport Alte Musik am Sarah Lawrence College in Bronxville.